# Манастир свете Кларе у Дубровнику
Манастир свете Кларе се налази јужно од Врата од Пила до дубровачког бедема на Пољани Паска Миличевића. Најпознатији је од 8 женских манастира у Дубровнику.
Манастир је био саграђен крајем 13. и почетком 14. века. Због угледа, којега је имао, био је један од најважнијих женских манастира у Дубровачкој републици.
Велможе српске су слале своје кћери на васпитање у ову свету обитељ због чега је цар Душан ово место даривао разним даровима.
Овај самостан је био резервисан само за патрицијске ћерке. По одобрењу Републике, могле су у њему бити и жене које су становале ван Дубровника. Раније је био обичај да се неудате девојке шаљу у манастир, па их је ту било чак и до 60. Како су младе девојке ту морале бити и мимо своје воље, у 15. веку су их морали строго чувати. И поред тога, једна калуђерица племићког порекла је успела побећи у Венецију. Ове монахиње су биле толико непослушне наредбама Републике, да им је сенат 1518. одузео приходе и поставио стражу пред вратима. Пошто ни то није помогло, власти су им запретили рушењем степеника од дворишта и одвајањем од спољашњег света.
У делу манастира је отворено сиротиште за напуштену децу, 1432. године. За децу су старали до шесте године живота, а после тога су их посвајале породице. Сиротиште у манастиру свете Кларе било је једно од првих таквих установа на свету. У катастрофалном земљотресу 1667. године манастир је био јако оштећен. Обновиле су га градске власти.
Када су Дубровник освојили Наполеонови војници, француске власти су манастир претвориле у коњушницу и складиште муниције. После Другог светског рата, манастир је био претворен у ресторан и летње кино. Данас има вишеструку намену.

## Visia Dubrovnik 5D Theatrum
9. јула 2010. у просторијама манастира је отворен музеј са холографским пројекцијама у пет димензија. Концепт овог јединственог пројекта је осмислио Марин Аничић, а главни инвеститор је фирма Бенфортуна д.о.о. на челу са Тихомиром Оречом. „Химна слободи је назив програма који се односи на интерактивни забавни програм у којем се уз игру и музику приказује холограм дубровачког песника Ивана Гундулића, а посетиоци имају прилику да се упознају са традиционалном дубровачком игром линђом, да чују најлепше стихове дубровачке поезије, да слушају чаробне мелодије морских сирена и песме које славе љубав, да сазнају све о познатим Дубровчанима и славним посетиоцима овога града, али и да се упознају са његовим лепотама“, наводе аутори. Времеплов је програм заснован на путовању кроз време. Кључна фигура је Руђер Бошковић који посетиоце театра води у 1.500 година далеку прошлост Дубровника те им предочава рушење старог римског града Епидаура које је претходило настанку Дубровника, окупацију Арапа, долазак Турака, време процвата ренесансе и трагичан земљотрес из 1667. године, а упознаје их и са заштитником Дубровника, св. Влахом (Власијем) те их кроз време доводи до данашњих дана и славља Дубровачких летњих игара те Фесте светог Влаха. Вредност укупне инвестиције, укључујући и обнову манастира свете Кларе, износила је 20 милиона куна.